# Pixel 3a
Pixel 3a（ピクセル スリー エー）は、Googleによって開発された第4世代移動通信システム対応のSIMフリースマートフォンである。先代機であるPixel 3の一部機能を無くした廉価版として発売された。製造はPixel 3同様、フォックスコンが行う。
日本では2019年5月にNTTドコモとソフトバンクがPixel 3aを、ソフトバンクがPixel 3a XLをそれぞれ発売すると発表。ソフトバンクは同年5月17日にPixel 3aとPixel 3a XLをそれぞれ発売し、NTTドコモも同年6月7日にPixel 3aを発売した。

## 付属品
- SIMツール[2]
- クイックスイッチアダプター
- 電源アダプター（USB Type-C 18 W）
- USB-Cケーブル（USB 2.0）
- クイックスタートセット（ガイド、安全と規制に関する情報）
- 2枚のステッカー: Google Gと#teampixel